# Сумманен, Петтери
Юкка Петтери Сумманен (фин. Jukka Petteri Summanen; род. 20 марта 1969, Сякюля, Финляндия) — финский актёр, режиссёр и сценарист.

## Биография
Учился в Хельсинкской театральной академии, после которой играл в Финском национальном театре (роль Тимо в «Семеро братьев»). 
С 1995 года в качестве актёра снимался на телевидении, а с 1997 года — в художественных фильмах. Популярность актёру принесли роли в фильмах «Беспокойный» («Levottomat»), «Вечная мерзлота» («Paha maa») и «Blackout». С августа 2014 года работал в качестве художественного руководителя Linnateatteri в Турку. Сыгранная актёром главная роль в фильме «Ночное кормление» режиссёра Марьи Пююккё, принесла фильму победу на Nordic International Film Festival (2017). Сумманен — член комедийной скетч-труппы Studio Julmahuvi.
Женат, имеет троих детей (две дочери и сын). Его дядя — писатель Матти Сумманен.

## Фильмография
| Год  |   | Русское название | Оригинальное название               | Роль            |
| ---- | - | ---------------- | ----------------------------------- | --------------- |
| 1997 | ф | —                | Graceland                           | Элвиля          |
| 1997 | ф | —                | Keikka                              | Симо            |
| 1998 | ф | —                | Johtaja Uuno Turhapuro – pisnismies | автодилер       |
| 1999 | ф | —                | Talossa on Saatana                  | Томми           |
| 2000 | ф | Беспокойный      | Levottomat                          | Стигу           |
| 2001 | ф | —                | Kuka lohduttaisi Viiviä?            | Нипа            |
| 2002 | ф | —                | Haaveiden kehä                      | Йамппа          |
| 2003 | ф | —                | Nousukausi                          | Йанне           |
| 2004 | ф | —                | Keisarikunta                        | Хейсканен       |
| 2005 | ф | —                | FC Venus                            | Пете            |
| 2005 | ф | Вечная мерзлота  | Paha maa                            | Антти Архамо    |
| 2008 | ф | —                | Blackout                            | Пекка Валинто   |
| 2011 | ф | —                | Risto                               | адвокат YLE     |
| 2012 | ф | —                | Vares – Kaidan tien kulkijat        | констебль Ларва |
| 2014 | ф | —                | Aikuisten poika                     | отец Оливера    |
| 2017 | ф | Ночное кормление | Yösyöttö                            | Антти Пасанен   |